# 亞馬遜駝背脂鯉
亞馬遜駝背脂鯉（学名：Cyphocharax spiluropsis），為輻鰭魚綱脂鯉目脂鯉亞目無齒脂鯉科的其中一個種，分布於南美洲亞馬遜河中游流域，體長可達9公分，棲息在河川中底層水域，以生活習性不明。